# Куроедов, Владимир Иванович
Влади́мир Ива́нович Курое́дов (род. 5 сентября 1944) — российский военачальник. Главнокомандующий Военно-морским флотом Российской Федерации (1997—2005), адмирал флота (2000).

## Биография
Родился 5 сентября 1944 года на станции Бамбурово Хасанского района Приморского края. В 1962 году поступил на штурманский факультет Тихоокеанского высшего военно-морского училища имени С. О. Макарова, которое окончил в 1967 году. После окончания училища служил командиром штурманской боевой части сторожевого корабля «СКР-92» (1967—1968), помощником командира сторожевого корабля «СКР-18» (1968—1971), помощником начальника штаба 202-й бригады противолодочных кораблей (1971). В 1971 году стал командиром сторожевого корабля «СКР-46» (до 1973 года).
С 1973 года — старший помощник начальника отделения оперативной и боевой подготовки штаба военно-морской базы Стрелок. С 1976 по 1978 год учился в Военно-морской академии имени Маршала Советского Союза А. А. Гречко, которую окончил с отличием. После окончания академии назначен начальником штаба 47-й бригады кораблей охраны водного района, в 1981 году — командиром 7-й бригады траления Приморской флотилии разнородных сил. В 1984—1987 годах начальник штаба Сахалинской флотилии разнородных сил, в 1987—1989 годах учился в Военной академии Генерального штаба Вооружённых Сил имени К. Е. Ворошилова, окончил её в 1989 году с золотой медалью, в том же году присвоено звание контр-адмирала. Затем служил командующим Сахалинской флотилией разнородных сил (1989—1990), командующим Приморской флотилией разнородных сил (1990—1993).
2 августа 1993 года назначен начальником штаба Балтийского флота. С февраля 1996 года — командующий Тихоокеанским флотом. С июля 1997 году несколько месяцев был начальником Главного штаба ВМФ — первым заместителем Главнокомандующего ВМФ. 7 ноября 1997 года Президент РФ Борис Ельцин своим указом назначил В. И. Куроедова Главнокомандующим ВМФ РФ. 21 февраля 2000 года присвоено звание адмирала флота.
В 2000 году адмирал флота В. И. Куроедов вместе с Министром обороны РФ Маршалом РФ Игорем Сергеевым и командующим Северным флотом адмиралом Вячеславом Поповым подал в отставку после катастрофы атомного подводного ракетного крейсера «Курск», но отставка не была принята Президентом РФ Путиным. В августе 2005 года произошла авария батискафа АС-28 в 70 километрах от Петропавловска-Камчатского. В успешной спасательной операции решающую роль сыграл британский аппарат Scorpio ROV. Сразу после этого пошли слухи, что В. И. Куроедов будет отправлен в отставку.
5 сентября 2005 года освобождён от должности и уволен с военной службы. 
Занимается общественной и военно-научной деятельностью. Председатель региональной общественной организации адмиралов и генералов ВМФ «Клуб адмиралов и генералов ВМФ» (с 2006 г.). Член-корреспондент Российской академии ракетных и артиллерийских наук (2005), действительный член Академии военных наук (2005), член Президиума Академии военных наук (2015). Доктор политических наук (2000), профессор. 

## Награды
- Ордена «За заслуги перед Отечеством» III (13.08.1999[2]) и II (2020) степеней
- Орден «За военные заслуги» (1996)
- Орден «За службу Родине в Вооружённых Силах СССР» III степени (1990)
- Юбилейная медаль «300 лет Российскому флоту»
- Медаль «В память 850-летия Москвы»
- Медаль «За воинскую доблесть» I степени
- Медаль «За укрепление боевого содружества» (Министерство обороны России)
- Медаль «За усердие при выполнении задач инженерного обеспечения»
- Медаль «200 лет Министерству обороны»
- Медаль «За воинскую доблесть. В ознаменование 100-летия со дня рождения Владимира Ильича Ленина»
- Медаль «Двадцать лет победы в Великой Отечественной войне 1941—1945 гг.»
- Медаль «Ветеран Вооружённых Сил СССР»
- Медаль «50 лет Вооружённых Сил СССР»
- Медаль «60 лет Вооружённых Сил СССР»
- Медаль «70 лет Вооружённых Сил СССР»
- Медаль «За безупречную службу» I, II и III степеней
- Почётный гражданин ЗАТО Фокино (27.10.2022)[3]

## Воинские звания
- Контр-адмирал (1989)[4]
- Вице-адмирал (20 апреля 1993)[5]
- Адмирал (1 апреля 1996)
- Адмирал флота (21 февраля 2000)[6]